# Magnetrührer

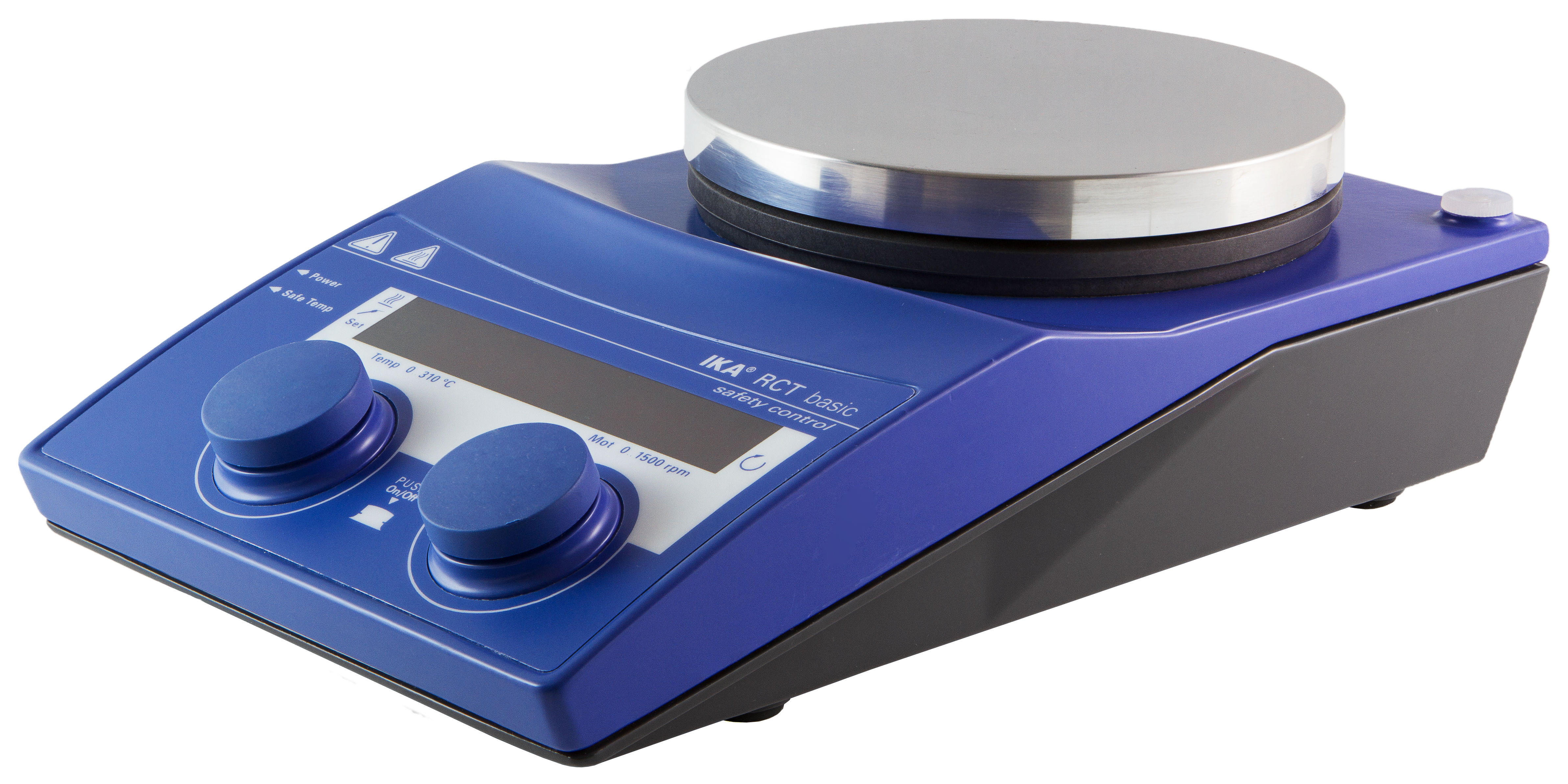
Moderner Magnetrührer mit Heizfunktion

Ein Magnetrührer ist ein elektrisches Gerät, welches im chemischen Labor zum Rühren von Flüssigkeiten verwendet wird. Meist ist die Stellplatte des Rührgeräts zugleich eine Heizplatte oder eine Heizhaube für Rundkolben, mit der die Flüssigkeit erwärmt werden kann; man spricht dann von einem Heizrührer. Mitunter kann ein Wasserbad (in Form eines wassergefüllten großen Becherglases) eine noch feinere Abstufung der Temperaturführung sichern.
Der Magnetrührer wurde 1944 vom amerikanischen Chemiker Arthur Rosinger patentiert und unabhängig einige Jahre später vom schottischen Chemiker Edward McLaughlin entwickelt.
Die Flüssigkeit wird in einem Becherglas, einem Erlenmeyerkolben oder Ähnlichem auf eine Platte gestellt, unter der ein Magnet mit regelbarer Geschwindigkeit rotiert. Dieser Magnet wirkt auf einen zweiten, z. B. im Becher liegenden, meist stabförmigen Magneten, das Magnetrührstäbchen, und dessen Rotation versetzt die Flüssigkeit in Bewegung. Dieser auch Rührfisch oder Rührmagnet, im Laborjargon auch Rührknochen genannte Rührkörper ist meist mit Kunststoff (z. B. PTFE) oder Glas ummantelt, um die Reibung zu mindern und ihn chemisch inert zu machen. Ein in das Rührgefäß hineingestellter Glasstab oder zugesetzte Siedeperlen können für zusätzliche Verwirbelung des Rührgutes sorgen.
Magnetrührer ermöglichen das Vermischen von Flüssigkeiten auch in geschlossenen Gefäßen, ohne – wie bei Rührapparaten mit Wellen – von Problemen mit Dichtungen oder Schmiermitteln vom Antrieb beeinträchtigt zu werden. So kann zum Beispiel unter Schutzgasatmosphäre oder mit Substanzen gearbeitet werden, die einen Abschluss von der Umwelt erfordern. Die einfache Konstruktion des Rührfisches erleichtert auch die Reinigung und Sterilisation wesentlich. Um den kleinen Magneten wieder aus dem vom Rührgerät entfernten Gefäß zu bekommen, benutzt man unterschiedliche Gerätschaften, beispielsweise einen PP- oder PTFE-gekapselten Magnetstab, auch Rührfischangel genannt, oder ein verschlossenes Glasröhrchen in dem sich am eingetauchten Ende ein Stabmagnet befindet. Auch ist es möglich, den Rührfisch von außen an der Glaswandung entlang mit einem starken Magneten zu entfernen.
Die Verwendung eines magnetischen Heizrührers hat gegenüber dem Erhitzen über einer Bunsenbrennerflamme den Vorteil, dass die Temperatur relativ genau einstellbar ist und zum Beispiel durch einen zugeschalteten Temperaturregler geregelt werden kann. Die zugeführte Wärme wird durch die Rührbewegung im Gefäßinhalt rasch gleichmäßig verteilt, wodurch man Siedeverzüge vermeidet, an den Berührungspunkten des Rührstäbchens mit der Behälterinnenwand bilden sich Störstellen (Nukleationskeime; siehe auch Keimbildung oder Siedeverzug#Gegenmaßnahmen) an denen sich Siede-Dampfblasen besser entwickeln. Zudem kann aufgrund der Brennbarkeit vieler Lösungsmittel und der geringen Flammpunkte der Lösungsmitteldämpfe, z. B. in der Organischen Chemie, nicht mit offener Flamme gearbeitet werden, weshalb man auf die Verwendung einer Heizplatte oder eines Heizpilzes angewiesen ist.

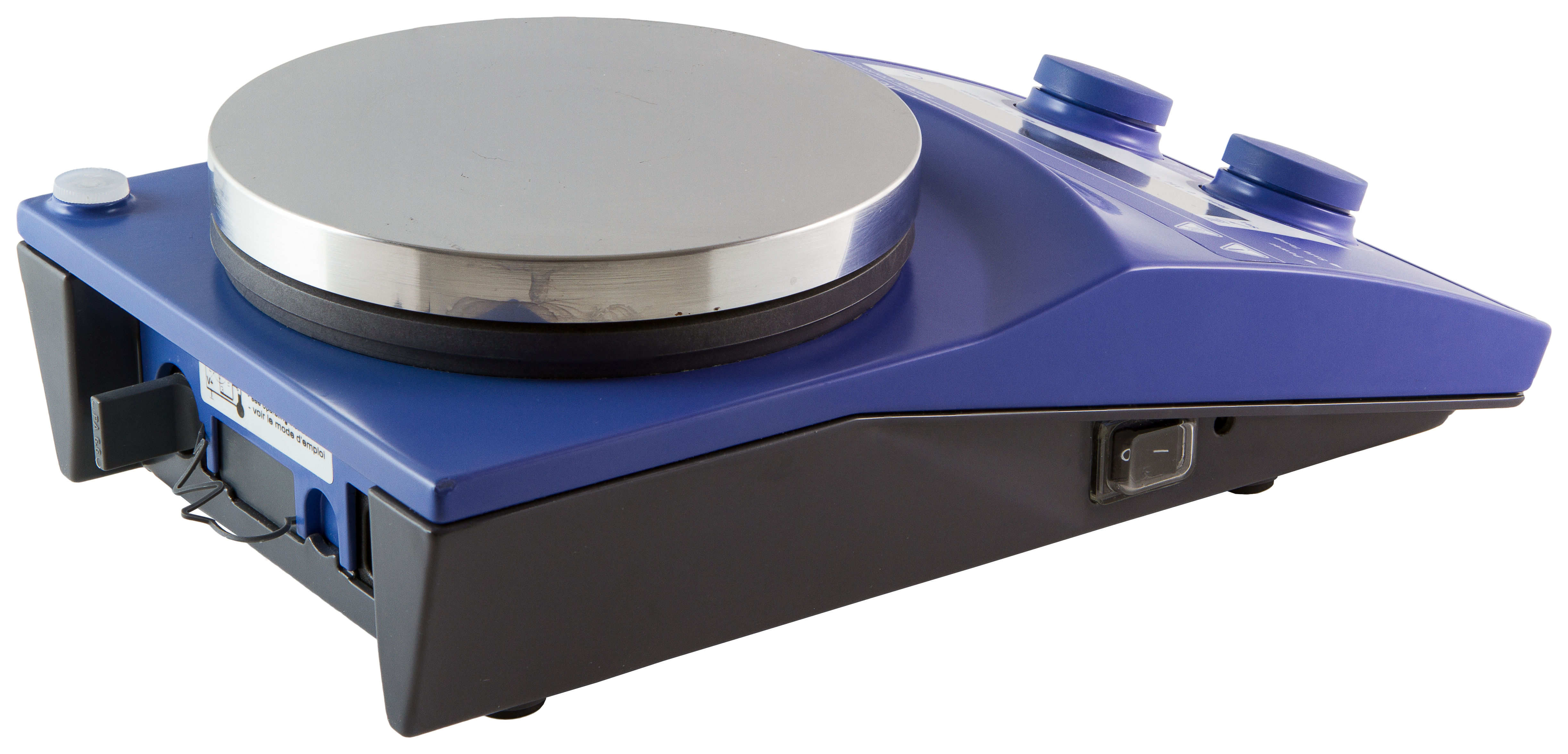
Anschluss für Kontaktthermometer (linke Buchse)
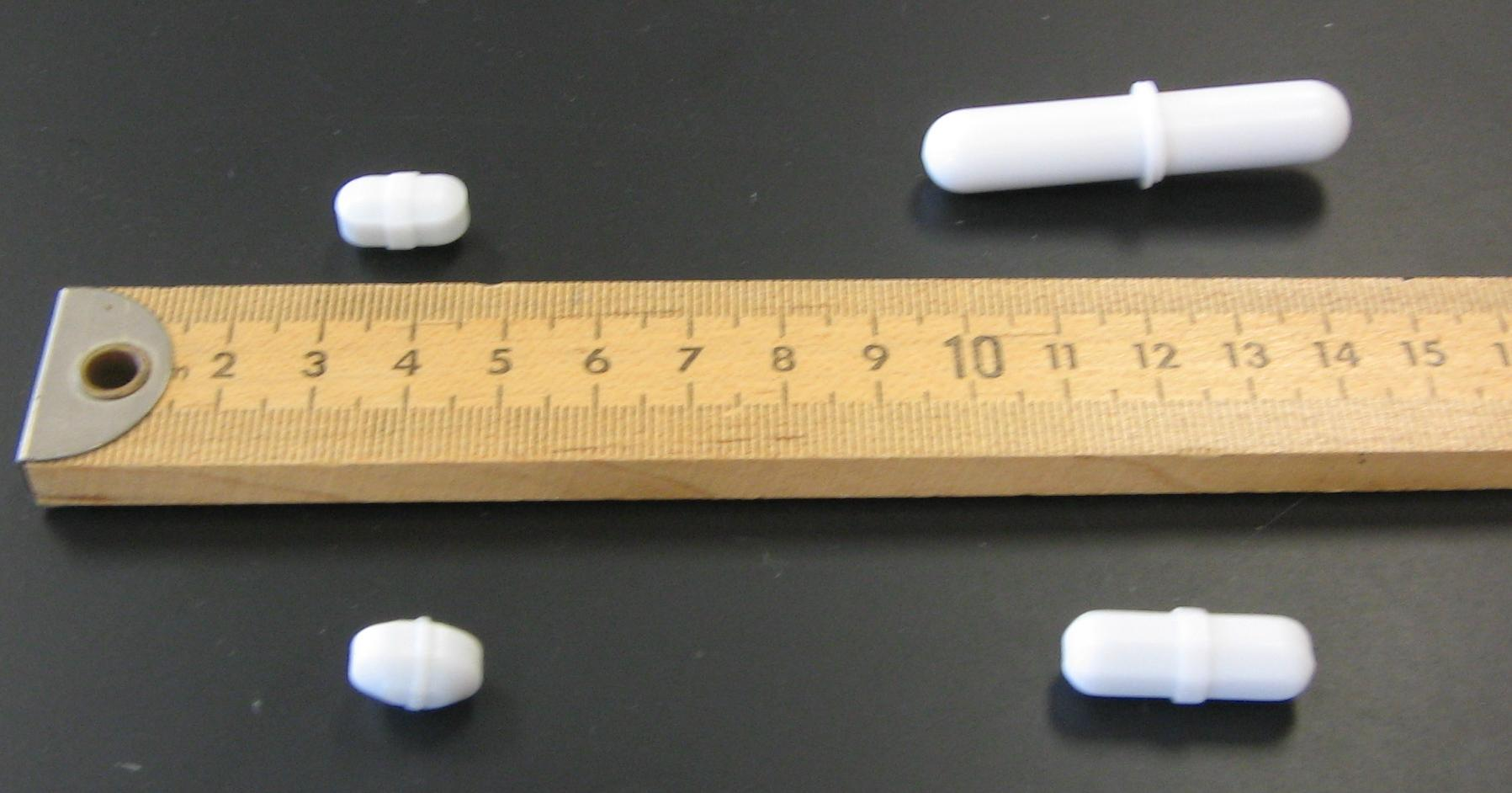
Magnetrührstäbchen (Skala: cm)
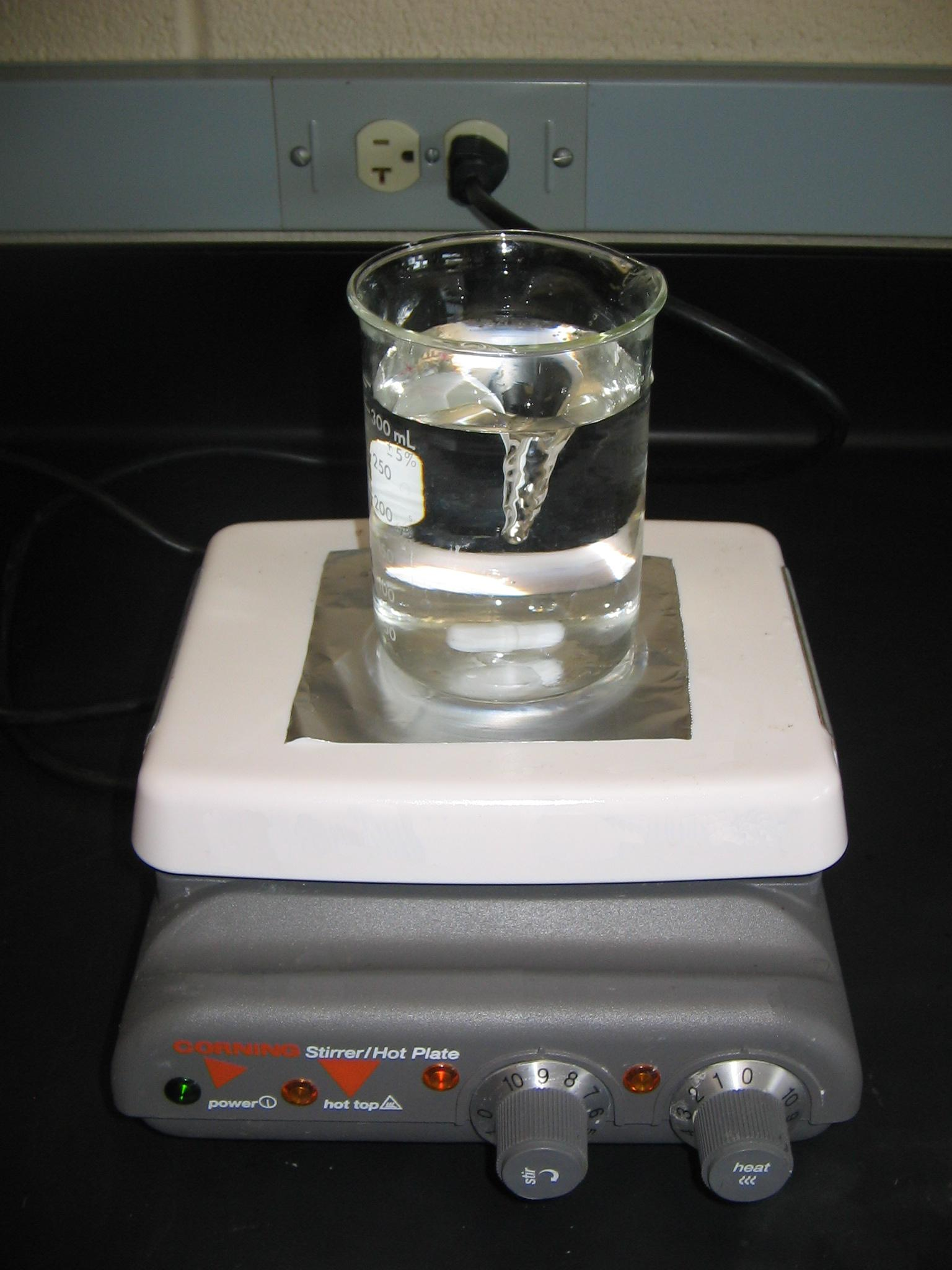
Magnetrührstäbchen im Einsatz